# 香港民主宣傳小組
香港民主宣傳小組（英語：Hong Kong Group Of Democracy Promotion），简称香港民宣，是香港的一個政治組織，成立2014年10月2日。成立之初的目標是宣揚民主理念。

## 歷史
香港民主宣傳小組於2014年10月成立，當時香港正爆發雨傘革命，年輕一代在街頭上展開對政權的抗爭。
2015年香港區議會選舉，香港民主宣傳小組成員徐子見在漁灣選區報名參選區議員，以挑戰當區區議員鍾樹根自動當選，最後成功拿下鍾樹根的席位。
徐子見在2016年參選立法會選舉，但其民調一直徘徊於0%的低位，最後決定於選舉前兩日，即9月2日宣布放棄選舉工程，以確保泛民主派可獲取更高勝算。

## 資料來源
1. ↑  .   [2016-12-25]. （原始内容存档于2016-05-07）. （页面存档备份，存于）
2. ↑  .   [2016-12-25]. （原始内容存档于2020-09-22）. （页面存档备份，存于）

## 外部連結
- 香港民主宣傳小組的Facebook專頁